# Basananthe zanzibarica
Basananthe zanzibarica är en passionsblomsväxtart som först beskrevs av Maxwell Tylden Masters, och fick sitt nu gällande namn av De Wilde. Basananthe zanzibarica ingår i släktet Basananthe och familjen passionsblomsväxter. Inga underarter finns listade i Catalogue of Life.